# Ludinica
Ludinica is een plaats in de gemeente Velika Ludina in de Kroatische provincie Sisak-Moslavina. De plaats telt 18 inwoners (2001).